# Rosa Mercedes Riglos
Rosa Mercedes Riglos (Lima, 1826 - Idem, 1891) fue una escritora peruana. Colaboró en El Correo del Perú y El Perú Ilustrado, donde publicó trabajos sobre asuntos pedagógicos, sociales e históricos. Algunas veces utilizó el seudónimo de Beatriz.
Organizó y participó veladas literarias, principalmente las patrocinadas por Juana Manuela Gorriti, en las cuales también intervinieron otras pensadoras y periodistas como Teresa González de Fanning, Clorinda Matto, Mercedes Eléspuru y Laso, Mercedes Cabello, Carolina Freyre de James, Juana Manuela Laso de Eléspuru, etc.
Colaboró con algunas recetas en el recetario Cocina ecléctica de Gorriti.
Fue hija de José Riglos y La Salle y Manuela de Rábago y Avella-Fuertes. Contrajo matrimonio en 1847 con el coronel Pedro José de Orbegoso y Martínez de Pinillos.